# Vladislav Szkandera
Vladislav Szkandera (* 23. září 1960, Frýdek-Místek) je český politik a pastor, od roku 2007 senior Ostravsko-karvinského seniorátu Slezské církve evangelické, v letech 2002 až 2006 zastupitel a radní města Orlová, člen Konzervativní strany.

## Život
V roce 1979 odmaturoval na lesnickém oboru a do roku 1990 pracoval v technických a dělnických funkcích v lesnictví. Z politických důvodů nebyl přijat na vysokou školu. Jako dobrovolník v církvi se podílel na vytváření profilu práce s dětmi a mládeží.
Po změně režimu vystudoval Pedagogickou fakultu Ostravské univerzity (promoval v roce 2001 a získal tak titul Mgr.).
V roce 1990 vstoupil do služeb Slezské církve evangelické augsburského vyznání s prioritním zaměřením na katechetickou práci. V letech 1992 až 1993 působil ve Farním sboru v Jablunkově-Návsí. Následně působil do roku 2024 ve farním sboru v Orlové. V letech 2006–2019 byl seniorem Ostravsko-karvinského seniorátu Slezské církve evangelické augsburského vyznání.
Věnoval se práci v romské komunitě a sociálně znevýhodněných lokalitách. Má částečný úvazek jakožto vězeňský kaplan u Vězeňské služby ČR. Několik let byl členem republikového týmu Psychosociální intervenčí péče ve spolupráci s HZS Ostrava.
Založil Křesťanské sdružení Benjamin Orlová a Nadační fond přátel kulturní památky kostela Slezské církve evangelické v Orlové.
Vladislav Szkandera je ženatý (manželka Halina), mají spolu dva syny. Žil v Orlové a Bystřici.

## Politické působení
Ve druhé polovině 80. let 20. století byl součástí obrodného proudu v Československé straně lidové. V 90. letech pak kandidoval jako nestraník za KDU-ČSL a od roku 2006 je členem Konzervativní strany (KONS). V roce 2008 se stal členem předsednictva KONS, v letech 2010 až 2012 pak zastával pozici jejího místopředsedy.
Do politiky vstoupil, když byl v komunálních volbách v roce 1994 zvolen jako nestraník za subjekt „Sdružení KDU-ČSL, NK“ do Zastupitelstva obce Horní Lomná na Jablunkovsku. Ve volbách v roce 1998 se mu však jako nestraníkovi za KDU-ČSL nepodařilo mandát obhájit.
Později se přestěhoval do města Orlová na Karvinsku, kde byl v komunálních volbách v roce 2002 zvolen jako nestraník za KDU-ČSL do zastupitelstva města a následně i do rady města. Mandát zastupitele však ve volbách v roce 2006 jako lídr kandidátky Konzervativní strany neobhájil. Neuspěl ani v roce 2010 (opět lídr). Ve volbách v roce 2014 kandiduje jako lídr Koalice KDU-ČSL a Konzervativní strany.
V krajských volbách v roce 2012 kandidoval jako člen Konzervativní strany za Koalici Strany soukromníků ČR a KONS do Zastupitelstva Moravskoslezského kraje, ale neuspěl.
Dvakrát neúspěšně kandidoval v Moravskoslezském kraji ve volbách do Poslanecké sněmovny PČR. Poprvé v roce 2010 za Konzervativní stranu a podruhé v roce 2013 jako člen KONS na kandidátce KDU-ČSL.
Ve volbách do Senátu PČR v roce 2014 kandidoval jako člen Konzervativní strany za KDU-ČSL v obvodu č. 75 – Karviná. Se ziskem 8,76 % hlasů skončil na 5. místě a nepostoupil tak ani do kola druhého.